# Hysteropsis
Hysteropsis — рід грибів. Назва вперше опублікована 1887 року.